# Barão Samedi

Vevê de Barão Samedi

Barão Samedi (em francês: Baron Samedi), no vodu haitiano, é um loá. Ele é um loá dos mortos, junto com inúmeras outras encarnações do Barão, Barão do Cemitério, Barão da Cruz e Barão Criminoso. Trata-se de um espírito muito temido ou loá na religião vodu haitiano. Ele é concebido como um assassino que foi condenado à morte, sendo chamado a pronunciar-se em julgamentos rápidos.
Barão Samedi é usualmente descrito com um chapéu branco, terno preto, óculos escuros, e  algodão tampando as narinas, semelhante a um cadáver vestido e preparado para o enterro no estilo haitiano. Ele tem a cara frequentemente parecida a uma caveira branca (ou de fato tem uma caveira como cara) e fala com uma voz nasal. Ele é o cabeça da Guedê família de loá, ou um aspecto deles, ou possivelmente o seu pai espiritual. Sua esposa é a loá Mãe Brigitte. 'Samedi' significa 'sábado' em francês, embora haja etimologia alternativa.
Barão Samedi fica de pé nos cruzamentos, onde as almas dos humanos mortos passem a caminho de Guinee. Bem como sendo o loá sábio da morte, ele é um loá sexual, frequentemente representado por símbolos fálicos e famoso pela perturbação, obscenidade, deboche, e tendo uma predileção especial para o tabaco e o rum. Além disso, ele é o loá do sexo e ressurreição, e nesta última capacidade que ele muitas vezes é invocado por aqueles que estão perto da morte ou a morte se aproxima, para cicatrização, já que é apenas o Barão que aceita um indivíduo no reino dos mortos. Ele é considerado um juiz sábio e um mágico poderoso.